# Паметник на загиналите във войните (Сатовча)
Паметник костница на загиналите във войните 1912 – 1918 година с паметни плочи за тях и за загиналите в Отечествената война е монумент в чест на загиналите български войници в Балканската (1912-1913), Междусъюзническата (1913), Първата световна война (1915-1918) и във Втората световна война (1944-1945), разположен в неврокопското село Сатовча, България.

## Местоположение
Паметникът се намира в центъра на селото, в северния край на площада.

## История
Паметникът е изграден като паметник-чешма с три корита и възпоменателна плоча на 13 военни чина, загинали в Балканските войни (1912-1913) и Първата световна война (1915-1918). По време на Балканската война на 15 октомври в местността Свети Константин при Сатовча се сблъскват една дружина от настъпващия 9-и пехотен пловдивски полк и един османски табор, пристигнал от Драма. Османците са разбити, като българските жертви са четирима редници, един подофицер и командирът на дружината майор Никола Топалов. Мястото, където загива Топалов се нарича Майоров гроб. Загиналите бойци са погребани в същата местност.
На 23 май 1943 година костите на загиналите са пренесени в църквата „Света Неделя“ в Сатовча от кмета и Борис Прътев и свещеник Стефан Аламанов. На следния ден 24 май в присъствието на взвод от 39-и пехотен солунски полк, начело с майор Тотев, народния представител Илия Славков, околийския управител Васил Манов, кмета на Неврокоп и бивш кмет на Сатовча Костадин Паскалев костите на загиналите на Свети Костадин са поставени в урна и положени в основата на паметника чешма.
Паметник е изграден по проект на отделение „Военни музеи, паметници и гробове“ на военното министерство и е платен от община Сатовча. На него е поставена паметна плоча:
Никола Лазаров Топалов, роден в 1867 година в Калофер, служи в 9-и пехотен полк, майор, убит на 15 октомври 1912 година в местността Свети Костадин;
Делчо Коев Чевенаков, роден в Клисура, служи в 9-и пехотен полк, 6-а рота, подофицер, убит на 15 октомври 1912 година в местността Свети Костадин;
Благой Русенов Саев, роден в село Даутларе, Пловдивско, служи в 9-и пехотен полк, 6-а рота, редник, убит на 15 октомври 1912 година в местността Свети Костадин;
Петко Атанасов Анакиев, роден в село Даутларе, Пловдивско, служи в 9-и пехотен полк, 6-а рота, редник, убит на 15 октомври 1912 година в местността Свети Костадин;
Иван Генов Шишков, роден в село Бабек, Пловдивско, служи в 9-и пехотен полк, 15-а рота, редник, убит на 15 октомври 1912 година в местността Свети Костадин;
Тодор Петков Хаджийски, роден в Ново село, Пещерско, служи в 9-и пехотен полк, 15-а рота, редник, убит на 15 октомври 1912 година в местността Свети Костадин;
Вангел Николов Божин, на плочата фамилното име е изписано Божиен, роден е в село Сатовча, Неврокопско, служи в 70-и пехотен полк, 3-та рота, редник, убит на 19 юни 1913 година при град Нигрита, Сярско, къдто е погребан;
Тодор Николов Терзиев, роден в село Сатовча, Неврокопско, служи в 14-и пехотен полк, 15-а рота, редник, убит на 9 октомври 1915 година при село Удово, Дойранско, където е погребан;
Вангел Костадинов Самарджиев, роден в село Сатовча, Неврокопско, служи в 14-и пехотен полк, 15-а рота, редник, убит на 3 октомври 1915 година при село Чепели, Струмишко;
Тодор Младенов Мутавчиев, роден в село Сатовча, Неврокопско. служи в 58-и пехотен полк, 1-ва рота, редник, убит на 18 ноември 1916 година при село Ивени, Битолско, където е погребан;
Никола Трендафилов Влахов, вероятно е заловен от французите и той е починалият във Франция пленник, а не Димитър Влахов, както е посочено на плочата;
Димитър Трендафилов Влахов, роден в село Сатовча, Неврокопско, служи в 58-и пехотен полк, 1-ва рота, редник, убит на 18 ноември 1916 година на кота 1212 m край село Ивени, Битолско, където е погребан;
Адам Стефанов Карабунаров, роден в село Сатовча, Неврокопско, служи в 58-и пехотен полк, 1-ва рота, редник, убит на 18 ноември 1916 година на кота 1212 m край село Ивени, Битолско, където е погребан;
На плочата няма имената на петима сатовчанци, загинали в Първата световна война:
Али Тефиков Алилов, роден в село Сатовча, Неврокопско, служи в 33-та допълваща дружина, 2-ра рота, редник, починал на 2 януари 1918 година в Свищов;
Димитър Георгиев Чобанов, роден в село Сатовча, Неврокопско, служи в 64-ти пехотен полк, 2-ра рота, редник, загинал на 21 октомври 1915 година в сраженията при Криволак, Неготинско, където е погребан;
Димитър Кръстев Павлов, роден в село Сатовча, Неврокопско, служи в 58-и пехотен полк, 1-ва рота, редник, загинал на 18 ноември 1916 година на кота 1212 m край село Ивени, Битолско, където е погребан;
Илия Димитров Куюмджиев, роден в село Сатовча, Неврокопско, служи в 58-и пехотен полк, 1-ва рота, редник, загинал на 18 ноември 1916 година в сраженията край село Ивени, Битолско, където е погребан;
Панко Стоилов Стоилов, роден в село Сатовча, Неврокопско, служи в 58-и пехотен полк, 1-ва рота, редник, загинал на 18 ноември 1916 година при Завоя на Черна, Битолско, погребан в село Бърник.
| „ | ЗАГИНАЛИ ЗА РОДИНАТА въ мѣстн. Св. Константинъ Неврокопска ок. презъ м. октомврий 1912 г. майоръ Никола Л. Топаловъ отъ гр. Калоферъ подоф. Делчо К. Червенаковъ отъ гр. Клисура редн. Благой Р. Саевъ отъ с. Царимиръ „ Петко Ат. Анакиевъ отъ „ „ Иванъ Г. Шишковъ отъ с. Бабекъ „ Тодоръ П. Хаджийски отъ Ново село отъ с. Сатовча Неврокопска ок. 1913 г. редн. Вангелъ Н. Божиенъ с. Нигрита 1915 – 1918 г. „ Тодоръ Н. Терзиевъ в. Голашъ „ Вангелъ К. Самарджиевъ „ Тодоръ М. Мутафчиевъ гр. Битоля „ Никола Т. Влаховъ неизвестно „ Димитъръ Т. Влаховъ Франция „ Адамъ Ст. Карабунаровъ зав. на Черна Слава на героитѣ! | “ |

След Деветосептемврийския преврат в 1944 година, върху паметника е поставена каменна фигура на боец, не в униформа, в цял ръст, с граната и пушка в ръка. На северната страна на паметника е добавена нова плоча с имената на хора от община Сатовча, загинали във Втората световна война (1941-1945): Юсеин Абдурманов от село Ваклиново, Димитър Грозданов от село Долен, Кирил Вранчев от село Долен, Тодор Шишков от село Долен, Адем Адемчаушев от село Кочан, Али Сакалиев от село Кочан, Алибайрам Хаджихасанов от село Кочан, Благо Петков от село Кочан, Хамидхасан Учкунев от село Кочан, Джамал Пъргалиев от село Крибул, Алим Говедаров от село Осина, Юсеин Къров от село Плетена, Амид Арабаджиев от село Сатовча, Борис Павлов от село Сатовча, Илия Попърцов от село Сатовча, Сали Фетахов от село Сатовча, Али Карагьозов от село Слащен, Ибраим Палов от село Слащен, Расим Атипов от село Годешево.
Паметникът е включен в Регистъра на военните паметници в България.